# Claudio Jannet
Claudio Jannet (22 marzo 1844 – 23 novembre 1894) è stato un avvocato, scrittore e saggista francese, celebre per le sue opinioni antimassoniche.

## Tesi
In un libro scritto con Nicolas Deschamps, mette in evidenza le caratteristiche comuni tra le grandi eresie e dottrine massoniche.
Si occupa anche della massoneria quale ispiratrice ed organizzatrice del Terrore, 
della  rivoluzione del 1830 e di quella del 1848, della ideazione dell'unità italiana e di quella tedesca, nonché della rivoluzione del 4 settembre (proclamazione della Terza Repubblica) e del Comune di Parigi (1871).
I due autori ipotizzano che la massoneria abbia giocato un ruolo nella distruzione della monarchia dell'austro-ungarica cattolica degli Asburgo. [indicazione sgrammaticata e ragionevolmente incomprensibile: l'Austria-Ungheria si dissolve nel 1918, Jannet muore nel 1894]
Insieme a Louis d'Estampes, ha scritto un altro libro che fa  della massoneria la principale promotrice della genesi rivoluzionaria  francese.

## Opere

### Libri
- Le Socialisme d’État et la réforme sociale, Paris, E. Plon, Nourrit et Cie, 1890.
- Le Capital, la spéculation et la finance au XIXe siècle, Paris, E. Plon, Nourrit et Cie.
- Les États-Unis contemporains, ou les Mœurs, les institutions et les idées depuis la guerre de la sécession, Paris, E. Plon, 1876.
- Les institutions sociales et le droit civil à Sparte.
- Les Sociétés Secrètes.
- La Franc-maçonnerie au XIXème siècle, 1882.
- con Louis d'Estampes, La franc-maçonnerie et la révolution, Avignon, Seguin frères, 1884.
- La réforme du Code civil, selon les jurisconsultes des pays à famille-souche.

### Opuscolo
- Les précurseurs de la franc-maçonnerie, 1867.